# Pitiful Reign
Pitiful Reign ist eine englische Thrash-Metal-Band aus Kingston upon Hull, die im Jahr 2003 unter dem Namen Metalegion gegründet wurde.

## Geschichte
Die Band wurde im Jahr 2003 unter dem Namen Metalegion als dreiköpfige Schülerband gegründet. Nachdem Matt Walker als Bassist zur Band gekommen war, stieß Tom Britton als Lead-Gitarrist zur Band, sodass Josh Callis-Smith nun die Rhythmus-Gitarre spielen konnte und dabei den Gesang übernahm. In den nächsten zwei Jahren schrieb die Band einige Lieder und spielte Live-Auftritte. Im Jahr 2005 folgte die EP 24 Litre Killer, sowie im Jahr 2006 das Debütalbum Toxic Choke, beides in Eigenveröffentlichung. Im Jahr 2006 spielte die Band außerdem auf dem Bloodstock Open Air, zusammen mit Edguy, Metal Church und Stratovarius. Zudem wurde die Band zur drittbesten, britischen Band ohne Vertrag im Terrorizer-Magazin gewählt.
Anfang 2007 trennte sich die Band von Tom Britton und die Gitarristen Alan Pashby und Nev Britton kamen zur Band. Danach nahm die Band die EP D.I.V.E auf. Der Tonträger wurde als Demo des Monats im Metal Hammer gewählt. Etwa zum selben Zeitpunkt, als die EP veröffentlicht wurde, erreichte die Band einen Vertrag bei dem italienischen Label Punishment 18 Records. Ihr Album Visual Violence erschien im Herbst 2008. Es wurde von Steve DiGiorgio (Sadus, ex-Death, ex-Testament, ex-Iced Earth) und Juan Urteaga (Vile, produzierte für Bands wie Exodus, Testament und Sadus) produziert. Das Cover wurde von Ed Repka gestaltet. Anfang 2009 begannen die Arbeiten zum zweiten Album und Danny Banks kam als neuer Gitarrist, der Nev Britton ersetzte, zur Band.

## Stil
Die Band spielt Thrash Metal, der sich an der Musik aus der San Francisco Bay Area der 1980er Jahre orientiert.

## Diskografie
- 2005: 24 Litre Killer (EP, Eigenveröffentlichung)
- 2006: Toxic Choke (Album, Eigenveröffentlichung)
- 2007: D.I.V.E (EP, Eigenveröffentlichung)
- 2008: Visual Violence (Album, Punishment 18 Records)